# Vasyl Slipak
Vasyl Jaroslavovyč Slipak (ukrajinsky Василь Ярославович Сліпак, 20. prosince 1974, Lvov – 29. června 2016, Luhanske, Bachmutský rajón) byl ukrajinský operní pěvec. Od roku 1994 často vystupoval ve Francii, např. v Národní pařížské opeře a Opéra Bastille. Za své pěvecké výkony získal Slipak několik ocenění.
Jako dobrovolník bojoval v ukrajinské armádě během války v Donbasu. Byl zabit ruským odstřelovačem v Bachmutské oblasti. Posmrtně byl oceněn titulem Hrdina Ukrajiny.

## Operní kariéra
Slipak od dětství rád zpíval. Ve věku 11 let se připojil k lvovské dětské pěvecké skupině Dudarik. Poté pokračoval ve studiu na konzervatoři ve Lvově. V té době se zúčastnil pěvecké soutěže ve francouzském městě Clermont, ve které zvítězil.
V roce 1996 byl pozván, aby vystupoval v Opéra Bastille v Paříži. V roce 1997 absolvoval Lysenkovu hudební akademii ve Lvově a poté byl pozván do Pařížské opery. V roce 2011 byl ve svém oboru na vrcholu, získal cenu pro nejlepšího umělce na Armel Opera Competition v Szegedu v Maďarsku za ztvárnění Písně toreadora z opery Carmen.

## Repertoár
- Escamillo / Carmen / Georges Bizet
- Figaro / Figarova svatba / Wolfgang Amadeus Mozart
- Ramfis / Aida / Giuseppe Verdi
- Boris Godunov / Boris Godunov / Modest Musorgskij
- Igor Svjatoslavič / princ Igor / Alexander Borodin
- Princ Gremin / Evžen Oněgin / Petr Iljič Čajkovskij
- Il Commendatore (Don Pedro), Masetto / Don Giovanni / Wolfgang Amadeus Mozart
- Lindorf, Dapertutto, Coppélius, Miracle / Hoffmannovy povídky / Jacques Offenbach
- Sparafucile / Rigoletto / Giuseppe Verdi
- Sarastro, Tři kněží / Kouzelná flétna / Wolfgang Amadeus Mozart
- Don Giovanni / Don Giovanni / Wolfgang Amadeus Mozart
- Colline / Bohéma / Giacomo Puccini
- Méphistophélès / Faust / Charles Gounod
- Banco / Macbeth / Giuseppe Verdi
- Mainfroid / Les vêpres siciliennes / Giuseppe Verdi
- Filip II. / Don Carlos / Giuseppe Verdi
- Basilio / Lazebník sevillský / Gioachino Rossini
- Ralph / La jolie fille de Perth / Georges Bizet
- Hrabě Rodolfo / La sonnambula / Vincenzo Bellini
- Don Alfonso / Così fan tutte / Wolfgang Amadeus Mozart
- Démon / Démon / Anton Rubinstein
- Lesník, Jezevec, Harašta / Liška Bystrouška / Leoš Janáček
- Smrt, reproduktor / Der Kaiser von Atlantis / Viktor Ullmann

## Smrt
V roce 2014 se Slipak zúčastnil Euromajdanu. V roce 2015 se zapojil do bojů proti proruským separatistům jako člen 7. praporu Dobrovolnického ukrajinského sboru Pravého sektoru. Používal volací značku Mif, což byl odkaz na jeho oblíbenou árii Mefistofela z opery Faust. Plánoval, že až válka na Donbasu skončí, bude pokračovat ve své operní kariéře v Paříži.
Dne 29. června 2016, asi v 6 hodin ráno, byl Slipak zabit výstřelem odstřelovače u obce Luhanske v Bachmutském rajónu.

## Ve filmu
Slipakův život se stal tématem dokumentárního filmu Mýtus z roku 2018.

## Ocenění
Ukrajinský prezident Petro Porošenko udělil Slipakovi posmrtně titul Hrdina Ukrajiny.